# Iwijne Perdaens
Iwijne Perdaens es un deportista belga que compitió en judo. Ganó una medalla de bronce en el Campeonato Europeo de Judo de 1960, en la categoría 1.er dan.

## Palmarés internacional
| Campeonato Europeo | Campeonato Europeo       | Campeonato Europeo | Campeonato Europeo |
| Año                | Lugar                    | Medalla            | Categoría          |
| ------------------ | ------------------------ | ------------------ | ------------------ |
| 1960               | Ámsterdam (Países Bajos) | Medalla de bronce  | 1.er dan           |